# Echinocereus grandis
Echinocereus grandis ist eine Pflanzenart in der Gattung Echinocereus aus der Familie der Kakteengewächse (Cactaceae). Das Artepitheton grandis entstammt dem Lateinischen, bedeutet ‚groß‘ und verweist auf die Wuchsform der Art.

## Beschreibung
Echinocereus grandis wächst einzeln, verzweigt aber gelegentlich und bildet dann Gruppen, die aus bis zu 15 Trieben bestehen können. Die zylindrischen Triebe sind bis zu 50 Zentimeter lang und weisen Durchmesser von bis zu 12 Zentimeter auf. Es sind 18 bis 25 Rippen vorhanden. Die acht bis zwölf abstehenden Mitteldornen sind weiß bis cremefarben. Sie weisen Längen von 0,3 bis 0,6 Zentimeter auf. Die 15 bis 25 weißen bis cremefarbenen Randdornen liegen auf der Trieboberfläche an und sind 0,5 bis 1 Zentimeter lang.
Die schmal trichterförmigen Blüten sind weiß bis hellgelb oder rosafarben. Sie erscheinen in der Nähe der Triebspitzen, sind 5 bis 7 Zentimeter lang und erreichen Durchmesser von 5 bis 8 Zentimeter.

## Verbreitung, Systematik und Gefährdung
Echinocereus grandis ist auf drei Inseln vor der mexikanischen Halbinsel Niederkalifornien im Golf von Kalifornien verbreitet.
Die Erstbeschreibung durch Nathaniel Lord Britton und Joseph Nelson Rose wurde 1922 veröffentlicht.
In der Roten Liste gefährdeter Arten der IUCN wird die Art als „Least Concern (LC)“, d. h. als nicht gefährdet geführt.

## Nachweise